# Wilhelm Lavonius
Wilhelm Alexander Lavonius, född 22 juni 1874 i Helsingfors, död 11 mars 1932 i Helsingfors, var en finländsk försäkringsman och politiker. Hans bröder var Magnus Lavonius och Robert Lavonius.
Efter utländsk praktik anställdes Lavonius vid livförsäkringsbolaget Suomi 1894.  Åren 1898-1903 var Wilhelm Lavonius VD för Otavas förlag, 1904-06 för SOK och från 1906 för livförsäkringsbolaget Suomi. Under hans ledning utvecklades den till en av Nordens ledande inom området. Åren 1920-24 var han ordförande i fullmäktige för Finlands Bank.
Lavonius tillhörde efter februarimanifestet 1899 de så kallade "passiva motståndet män" och var 1906-07 ledamot av ungfinska partiets centralkommitté. 1905-06 var han ledamot av Lantdagens borgarskap, 1907-09 och 1920-24 fullmäktig i Finlands bank, de sistnämnda åren som ordförande. 1927 var Lavonius delegerad vid ekonomiska världskonferensen i Genève. Som medlem i Framstegspartiet opponerade sig Lavonius 1930 eftertryckligt mot Lapporörelsen, vilket ledde till att dennas företrädare försökte få honom avlägsnad från direktörsposten i Suomi, något som dock misslyckades.
Dessutom var han medarbetare i Päivälehti och dess efterträdare Helsingin Sanomat.